# Ambetter Health 400
La Ambetter Health 400 è una gara automobilistica appartenente alle NASCAR Cup Series che si tiene presso l'Atlanta Motor Speedway di Hampton, in Georgia (Stati Uniti).
Per gran parte della sua storia, la gara ha costituito il secondo appuntamento annuale della Cup Series nel circuito di Atlanta, collocato verso la parte finale del calendario. Tra il 1987 e il 2001 la gara è stata posizionata in novembre come gara conclusiva dell'annata di Cup Series. Dal 2002 al 2008 la gara è stata anticipata nel calendario ad ottobre con lo scopo di far posto alla gara presso il circuito di Homestead-Miami, diventando in tal modo un appuntamento dei playoff NASCAR a partire dal 2004. Nel 2009 la gara è stata ancora anticipata al weekend del Labor Day, in settembre, scambiandosi la data con l'evento del circuito dell'Auto Club Speedway. Poi, tra il 2011 e il 2020, è diventato l'unico appuntamento presso il circuito di Atlanta, dato che la gara primaverile è stata trasferita al Kentucky Speedway e spostata nel calendario verso la fine della stagione.
Nel 2015 la gara perde il suo posto nel calendario della NASCAR Cup Series in settembre ed è stata piazzata come seconda gara successiva alla Daytona 500. Nel 2020 un nuovo cambiamento la sposta a diventare la seconda gara successiva al trio della West Coast (Las Vegas, Phoenix e Fontana), portandola ad essere la quinta gara stagionale. Tuttavia, a causa della pandemia di COVID-19, la gara viene di fatto corsa in giugno (essendo anche la prima gara ad essere rinviata della stagione). Con la successiva stagione 2021 la gara ritorna alla sua collocazione programmata già nella stagione 2021, ovvero in marzo. Con la stagione 2024 torna ad essere disputata come seconda gara stagionale, subito dopo la Daytona 500.

## Le origini
Tra il 1987 e il 2001, la gara viene disputata come gara conclusiva delle NASCAR Cup Series, dove si consacra ufficialmente il campione stagionale. In diverse occasioni, tuttavia, la gara viene disputata con il campionato già di fatto assegnato rendendo la corsa priva di significato. Si sono avuti casi in cui, con la prima bandiera verde sventolata nella gara, il campionato venisse in pratica assegnato perché al pilota in testa alla classifica bastava arrivare al traguardo, anche in ultima posizione, per avere i punti sufficienti per vincere il titolo. In altri casi il campionato veniva deciso prima della conclusione della gara. Ad esempio, per essere matematicamente sicuro della vittoria del titolo, nella gara del 1993 Dale Earnhardt aveva bisogno di arrivare almeno 34° al traguardo. Al giro 117 (di 328 programmati), otto piloti erano fuori gara (tra cui il suo compagno di squadra Neil Bonnett, volutamente ritiratosi ai box nel più classico degli start and park); Earnhardt era così sicuro del titolo senza neanche essere arrivati a metà gara.
La corsa del 1992 (gara che ha segnato l'ultima apparizione in pista di Richard Petty, nonché l'esordio concomitante di Jeff Gordon) è considerata una delle più spettacolari di tutta la storia delle Cup Series. Sei piloti sono in corsa per il titolo; la gara viene vinta da Bill Elliott, che però perde il titolo per essere stato in testa alla gara per un giro in meno rispetto ad Alan Kulwicki, arrivato secondo ma campione per aver conquistato i 5 punti bonus, essenziali per rimanere in testa alla classifica con un margine di 10 punti.
Nel 2001 la gara doveva essere nuovamente la gara conclusiva della stagione; tuttavia, finì per essere il penultimo appuntamento dato che la New Hampshire 300 era stata rinviata dal 16 settembre al venerdì successivo al Giorno del Ringraziamento a causa dell'11 settembre. Con la stagione successiva comincia quella fase in cui la gara viene sempre più anticipata nel calendario; è proprio in questo periodo che comincia la tradizione di effettuare le qualifiche in notturna (una "tradizione" che viene ad oggi ancora rispettata). L'impianto di illuminazione viene però duramente criticato dai piloti. Nella gara del 2006 si decide di posticipare la gara alle 3 del pomeriggio, portando la sua conclusione verso la sera. I piloti contestano la decisione per il fatto che, con il proseguire della gara, la visibilità in curva 1 diventa precaria per il sole che tramonta e colpisce direttamente di fronte i piloti. Proprio in curva 1 i piloti Jeff Gordon e Jamie McMurray si scontrano e ciò porta la direzione della pista ad abbandonare l'idea di una partenza troppo ritardata della gara nelle successive edizioni.
Sempre in questo periodo sono numerose le occasioni in cui si parla di eliminare completamente la seconda gara di Atlanta. Il 29 febbraio 2008 emerge l'indiscrezione che Bruton Smith, presidente della Speedway Motorsports (proprietaria del circuito di Atlanta) fosse in trattative con la International Speedway Corporation (proprietaria di diversi ovali negli Stati Uniti) per effettuare un cambio tra questa gara ed una ospitata dai circuiti della ISC, consentendo in tal modo al circuito di Fontana di essere protagonista nei playoff NASCAR e di razionalizzare anche geograficamente le corse precedenti alla fase più delicata del campionato. La decisione ufficiale in tal senso venne presa dalla NASCAR il 19 agosto 2008, con il consenso delle squadre, ben liete di poter contenere i costi di trasporto delle proprie strutture.
Nel 2015 la gara, che intanto era diventato l'unico appuntamento stagionale sul circuito delle Cup Series, viene definitivamente spostata nella prima parte del calendario collocandosi nel mese di marzo, per consentire alla Southern 500 di tornare ad essere disputata nel suo periodo più tradizionale, ovvero nel fine settimana del Labor Day.
È del 10 luglio 2022 l'annuncio che il nuovo main sponsor della gara è Ambetter a partire dall'edizione 2023.

## Albo d'oro
Fonti: Racing Reference; Jayski's Silly Season Site
| Anno | Data          | N. | Pilota           | Team                        | Vettura   | Distanza | Distanza | Tempo di gara | Media   | Resoconto |
| Anno | Data          | N. | Pilota           | Team                        | Vettura   | Giri     | Miglia   | Tempo di gara | Media   | Resoconto |
| ---- | ------------- | -- | ---------------- | --------------------------- | --------- | -------- | -------- | ------------- | ------- | --------- |
| 1960 | 31 luglio     | 22 | Fireball Roberts | John Hines                  | Pontiac   | 200      | 300      | 2:29:47       | 112.652 | Resoconto |
| 1961 | 17 settembre  | 3  | David Pearson    | John Masoni                 | Pontiac   | 267      | 400      | 3:11:39       | 125.384 | Resoconto |
| 1962 | 28 ottobre    | 4  | Rex White        | Rex White                   | Chevrolet | 267      | 400      | 3:12:24       | 124.740 | Resoconto |
| 1963 | 30 giugno     | 3  | Junior Johnson   | Ray Fox                     | Chevrolet | 267      | 400      | 3:18:42       | 121.139 | Resoconto |
| 1964 | 7 giugno      | 11 | Ned Jarrett      | Bondy Long                  | Ford      | 267      | 400      | 3:33:32       | 112.535 | Resoconto |
| 1965 | 13 giugno     | 21 | Marvin Panch     | Wood Brothers Racing        | Ford      | 267      | 400      | 3:38:13       | 110.120 | Resoconto |
| 1966 | 7 agosto      | 43 | Richard Petty    | Petty Enterprises           | Plymouth  | 267      | 400      | 3:04:30       | 130.244 | Resoconto |
| 1967 | 6 agosto      | 29 | Dick Hutcherson  | Bondy Long                  | Ford      | 334      | 501      | 3:47:14       | 132.286 | Resoconto |
| 1968 | 4 agosto      | 98 | LeeRoy Yarbrough | Junior Johnson & Associates | Ford      | 334      | 501      | 3:56:34       | 127.068 | Resoconto |
| 1969 | 10 agosto     | 98 | LeeRoy Yarbrough | Junior Johnson & Associates | Ford      | 334      | 501      | 3:45:35       | 133.001 | Resoconto |
| 1970 | 2 agosto      | 43 | Richard Petty    | Petty Enterprises           | Plymouth  | 328      | 499.2    | 3:29:53       | 142.712 | Resoconto |
| 1971 | 1 agosto      | 43 | Richard Petty    | Petty Enterprises           | Plymouth  | 328      | 499.2    | 3:52:05       | 129.061 | Resoconto |
| 1972 | 23 luglio     | 12 | Bobby Allison    | Richard Howard              | Chevrolet | 328      | 499.2    | 3:47:08       | 131.295 | Resoconto |
| 1973 | 22 luglio     | 21 | David Pearson    | Wood Brothers Racing        | Mercury   | 328      | 499.2    | 3:50:01       | 130.211 | Resoconto |
| 1974 | 28 luglio     | 43 | Richard Petty    | Petty Enterprises           | Dodge     | 328      | 499.2    | 3:42:31       | 131.651 | Resoconto |
| 1975 | 9 novembre    | 15 | Buddy Baker      | Bud Moore Engineering       | Ford      | 328      | 499.2    | 3:48:40       | 130.990 | Resoconto |
| 1976 | 7 novembre    | 71 | Dave Marcis      | Nord Krauskopf              | Dodge     | 328      | 499.2    | 3:55:07       | 127.396 | Resoconto |
| 1977 | 6 novembre    | 88 | Darrell Waltrip  | DiGard Motorsports          | Chevrolet | 268      | 407.9    | 3:42:23       | 110.052 | Resoconto |
| 1978 | 5 novembre    | 1  | Donnie Allison   | Ellington Racing            | Chevrolet | 328      | 499.2    | 4:00:43       | 124.312 | Resoconto |
| 1979 | 4 novembre    | 21 | Neil Bonnett     | Wood Brothers Racing        | Mercury   | 328      | 499.2    | 3:33:46       | 140.120 | Resoconto |
| 1980 | 2 novembre    | 11 | Cale Yarborough  | Junior Johnson & Associates | Chevrolet | 328      | 499.2    | 3:48:19       | 131.190 | Resoconto |
| 1981 | 8 novembre    | 21 | Neil Bonnett     | Wood Brothers Racing        | Ford      | 328      | 499.2    | 3:49:43       | 130.391 | Resoconto |
| 1982 | 7 novembre    | 88 | Bobby Allison    | DiGard Motorsports          | Buick     | 328      | 499.2    | 3:48:51       | 130.884 | Resoconto |
| 1983 | 6 novembre    | 75 | Neil Bonnett     | RahMoc Enterprises          | Chevrolet | 328      | 499.2    | 3:37:37       | 137.643 | Resoconto |
| 1984 | 11 novembre   | 3  | Dale Earnhardt   | Richard Childress Racing    | Chevrolet | 328      | 499.2    | 3:42:31       | 134.610 | Resoconto |
| 1985 | 3 novembre    | 9  | Bill Elliott     | Melling Racing              | Ford      | 328      | 499.2    | 3:34:34       | 139.597 | Resoconto |
| 1986 | 2 novembre    | 3  | Dale Earnhardt   | Richard Childress Racing    | Chevrolet | 328      | 499.2    | 3:15:22       | 152.523 | Resoconto |
| 1987 | 22 novembre   | 9  | Bill Elliott     | Melling Racing              | Ford      | 328      | 499.2    | 3:35:25       | 139.047 | Resoconto |
| 1988 | 20 novembre   | 27 | Rusty Wallace    | Blue Max Racing             | Pontiac   | 328      | 499.2    | 3:52:09       | 129.024 | Resoconto |
| 1989 | 19 novembre   | 3  | Dale Earnhardt   | Richard Childress Racing    | Chevrolet | 328      | 499.2    | 3:33:36       | 140.229 | Resoconto |
| 1990 | 18 novembre   | 15 | Morgan Shepherd  | Bud Moore Engineering       | Ford      | 328      | 499.2    | 3:32:34       | 140.911 | Resoconto |
| 1991 | 17 novembre   | 6  | Mark Martin      | Roush Racing                | Ford      | 328      | 499.2    | 3:37:06       | 137.968 | Resoconto |
| 1992 | 15 novembre   | 11 | Bill Elliott     | Junior Johnson & Associates | Ford      | 328      | 499.2    | 3:44:20       | 133.322 | Resoconto |
| 1993 | 14 novembre   | 2  | Rusty Wallace    | Penske Racing               | Pontiac   | 328      | 499.2    | 3:59:12       | 125.221 | Resoconto |
| 1994 | 13 novembre   | 6  | Mark Martin      | Roush Racing                | Ford      | 328      | 499.2    | 3:21:03       | 148.982 | Resoconto |
| 1995 | 12 novembre   | 3  | Dale Earnhardt   | Richard Childress Racing    | Chevrolet | 328      | 499.2    | 3:03:03       | 163.633 | Resoconto |
| 1996 | 10 novembre   | 18 | Bobby Labonte    | Joe Gibbs Racing            | Chevrolet | 328      | 499.2    | 3:39:13       | 134.661 | Resoconto |
| 1997 | 16 novembre   | 18 | Bobby Labonte    | Joe Gibbs Racing            | Pontiac   | 325      | 500.5    | 3:07:48       | 159.904 | Resoconto |
| 1998 | 8 novembre    | 24 | Jeff Gordon      | Hendrick Motorsports        | Chevrolet | 221      | 340.3    | 2:57:42       | 114.915 | Resoconto |
| 1999 | 21 novembre   | 18 | Bobby Labonte    | Joe Gibbs Racing            | Pontiac   | 325      | 500.5    | 3:37:43       | 137.932 | Resoconto |
| 2000 | 20 novembre   | 25 | Jerry Nadeau     | Hendrick Motorsports        | Chevrolet | 325      | 500.5    | 3:32:32       | 141.296 | Resoconto |
| 2001 | 18 novembre   | 18 | Bobby Labonte    | Joe Gibbs Racing            | Pontiac   | 325      | 500.5    | 3:17:53       | 151.756 | Resoconto |
| 2002 | 27 ottobre    | 97 | Kurt Busch       | Roush Racing                | Ford      | 248      | 381.9    | 2:59:42       | 127.519 | Resoconto |
| 2003 | 26-27 ottobre | 24 | Jeff Gordon      | Hendrick Motorsports        | Chevrolet | 325      | 500.5    | 3:55:02       | 127.769 | Resoconto |
| 2004 | 31 ottobre    | 48 | Jimmie Johnson   | Hendrick Motorsports        | Chevrolet | 325      | 500.5    | 3:25:54       | 145.847 | Resoconto |
| 2005 | 30 ottobre    | 99 | Carl Edwards     | Roush Racing                | Ford      | 325      | 500.5    | 3:24:31       | 146.834 | Resoconto |
| 2006 | 29 ottobre    | 20 | Tony Stewart     | Joe Gibbs Racing            | Chevrolet | 325      | 500.5    | 3:29:23       | 143.421 | Resoconto |
| 2007 | 28 ottobre    | 48 | Jimmie Johnson   | Hendrick Motorsports        | Chevrolet | 329      | 506.6    | 3:44:45       | 135.260 | Resoconto |
| 2008 | 26 ottobre    | 99 | Carl Edwards     | Roush Fenway Racing         | Ford      | 325      | 500.5    | 3:43:39       | 134.272 | Resoconto |
| 2009 | 6 settembre   | 9  | Kasey Kahne      | Richard Petty Motorsports   | Dodge     | 325      | 500.5    | 3:44:03       | 134.033 | Resoconto |
| 2010 | 5 settembre   | 14 | Tony Stewart     | Stewart-Haas Racing         | Chevrolet | 325      | 500.5    | 3:52:43       | 129.041 | Resoconto |
| 2011 | 6 settembre   | 24 | Jeff Gordon      | Hendrick Motorsports        | Chevrolet | 325      | 500.5    | 4:00:58       | 124.623 | Resoconto |
| 2012 | 2 settembre   | 11 | Denny Hamlin     | Joe Gibbs Racing            | Toyota    | 327      | 503.5    | 3:32:45       | 142.020 | Resoconto |
| 2013 | 1 settembre   | 18 | Kyle Busch       | Joe Gibbs Racing            | Toyota    | 325      | 500.5    | 3:42:14       | 135.128 | Resoconto |
| 2014 | 31 agosto     | 5  | Kasey Kahne      | Hendrick Motorsports        | Chevrolet | 335      | 515.9    | 3:55:24       | 131.512 | Resoconto |
| 2015 | 1 marzo       | 48 | Jimmie Johnson   | Hendrick Motorsports        | Chevrolet | 325      | 500.5    | 3:49:06       | 131.078 | Resoconto |
| 2016 | 28 febbraio   | 48 | Jimmie Johnson   | Hendrick Motorsports        | Chevrolet | 330      | 508.2    | 3:15:38       | 155.863 | Resoconto |
| 2017 | 5 marzo       | 2  | Brad Keselowski  | Team Penske                 | Ford      | 325      | 500.5    | 3:33:08       | 140.898 | Resoconto |
| 2018 | 25 febbraio   | 4  | Kevin Harvick    | Stewart-Haas Racing         | Ford      | 325      | 500.5    | 3:29:54       | 143.068 | Resoconto |
| 2019 | 24 febbraio   | 2  | Brad Keselowski  | Team Penske                 | Ford      | 325      | 500.5    | 3:30:33       | 142.626 | Resoconto |
| 2020 | 7 giugno      | 4  | Kevin Harvick    | Stewart-Haas Racing         | Ford      | 325      | 500.5    | 3:30:03       | 142.966 | Resoconto |
| 2021 | 21 marzo      | 12 | Ryan Blaney      | Team Penske                 | Ford      | 325      | 500.5    | 3:27:41       | 144.595 | Resoconto |
| 2022 | 20 marzo      | 24 | William Byron    | Hendrick Motorsports        | Chevrolet | 325      | 500.5    | 3:57:14       | 126.584 | Resoconto |
| 2023 | 19 marzo      | 22 | Joey Logano      | Team Penske                 | Ford      | 260      | 400.4    | 2:53:05       | 138.800 | Resoconto |
| 2024 | 25 febbraio   | 99 | Daniel Suárez    | Trackhouse Racing           | Chevrolet | 260      | 400.4    | 3:28:11       | 115.398 | Resoconto |

### Piloti plurivincitori
| Numero vittorie | Pilota           | Edizioni               |
| --------------- | ---------------- | ---------------------- |
| 4               | Richard Petty    | 1966, 1970, 1971, 1974 |
| 4               | Dale Earnhardt   | 1984, 1986, 1989, 1995 |
| 4               | Bobby Labonte    | 1996, 1997, 1999, 2001 |
| 4               | Jimmie Johnson   | 2004, 2007, 2015, 2016 |
| 3               | Neil Bonnett     | 1979, 1981, 1983       |
| 3               | Bill Elliott     | 1985, 1987, 1992       |
| 3               | Jeff Gordon      | 1998, 2003, 2011       |
| 2               | LeeRoy Yarbrough | 1968, 1969             |
| 2               | David Pearson    | 1961, 1973             |
| 2               | Bobby Allison    | 1972, 1982             |
| 2               | Rusty Wallace    | 1988, 1993             |
| 2               | Mark Martin      | 1991, 1994             |
| 2               | Carl Edwards     | 2005, 2008             |
| 2               | Tony Stewart     | 2006, 2010             |
| 2               | Kasey Kahne      | 2009, 2014             |
| 2               | Brad Keselowski  | 2017, 2019             |
| 2               | Kevin Harvick    | 2018, 2020             |

### Teamplurivincitori
| N° vittorie | Squadra                     | Edizioni                                                   |
| ----------- | --------------------------- | ---------------------------------------------------------- |
| 10          | Hendrick Motorsports        | 1998, 2000, 2003, 2004, 2007, 2011, 2014, 2015, 2016, 2022 |
| 7           | Joe Gibbs Racing            | 1996, 1997, 1999, 2001, 2006, 2012, 2013                   |
| 5           | RFK Racing                  | 1991, 1994, 2002, 2005, 2008                               |
| 5           | Team Penske                 | 1993, 2017, 2019, 2021, 2023                               |
| 4           | Wood Brothers Racing        | 1965, 1973, 1979, 1981                                     |
| 4           | Petty Enterprises           | 1966, 1970, 1971, 1974                                     |
| 4           | Junior Johnson & Associates | 1968, 1969, 1980, 1992                                     |
| 4           | Richard Childress Racing    | 1984, 1986, 1989, 1995                                     |
| 3           | Stewart-Haas Racing         | 2010, 2018, 2020                                           |
| 2           | Bondy Long                  | 1964, 1967                                                 |
| 2           | DiGard Motorsports          | 1977, 1982                                                 |
| 2           | Melling Racing              | 1985, 1987                                                 |

### Plurivincitori (costruttori)
| N° vittorie | Costruttori | Edizioni |
| ----------- | ----------- | --- |
| 25          | Chevrolet   | 1962, 1963, 1972, 1977, 1978, 1980, 1983, 1984, 1986, 1989, 1995, 1996, 1998, 2000, 2003, 2004, 2006, 2007, 2010, 2011, 2014, 2015, 2016, 2022, 2024 |
| 22          | Ford        | 1964, 1965, 1967, 1969, 1975, 1981, 1985, 1987, 1990, 1991, 1992, 1994, 2002, 2005, 2008, 2017, 2018, 2019, 2020, 2021, 2023                         |
| 7           | Pontiac     | 1960, 1961, 1988, 1993, 1997, 1999, 2001 |
| 3           | Plymouth    | 1966, 1970, 1971 |
| 3           | Dodge       | 1974, 1976, 2009 |
| 2           | Mercury     | 1973, 1979 |
| 2           | Toyota      | 2012, 2013 |